# The Gift of Life (альбом Dreamshade)
The Gift of Life — другий студійний альбом швейцарського метал-гурту Dreamshade, виданий 25 січня 2013 року лейблом Spinefarm. Альбом було записано у студії Якоба Гансена, над оформленням працював Колін Маркс.
До трьох пісень з релізу було відзнято відеокліпи — Photographs, Consumed Future та Your Voice.

## Список пісень
| #   | Назва              | Тривалість |
| --- | ------------------ | ---------- |
| 1.  | «Photographs»      | 4:01       |
| 2.  | «Your Voice»       | 3:41       |
| 3.  | «The Gift of Life» | 4:01       |
| 4.  | «Sandcastles»      | 3:59       |
| 5.  | «Consumed Future»  | 3:23       |
| 6.  | «Our Flame»        | 2:25       |
| 7.  | «Late Confessions» | 4:37       |
| 8.  | «Sincere»          | 3:34       |
| 9.  | «Elisabeth»        | 4:02       |
| 10. | «Wants and Needs»  | 3:54       |

## Список учасників
- Кевін Калі — вокал
- Фернандо Ді Чікко — гітара, вокал
- Рокко Ґ'єльміні — гітара
- Іван Мочча — бас-гітара
- Серафіно Кйомміно — ударні